# L5 Society

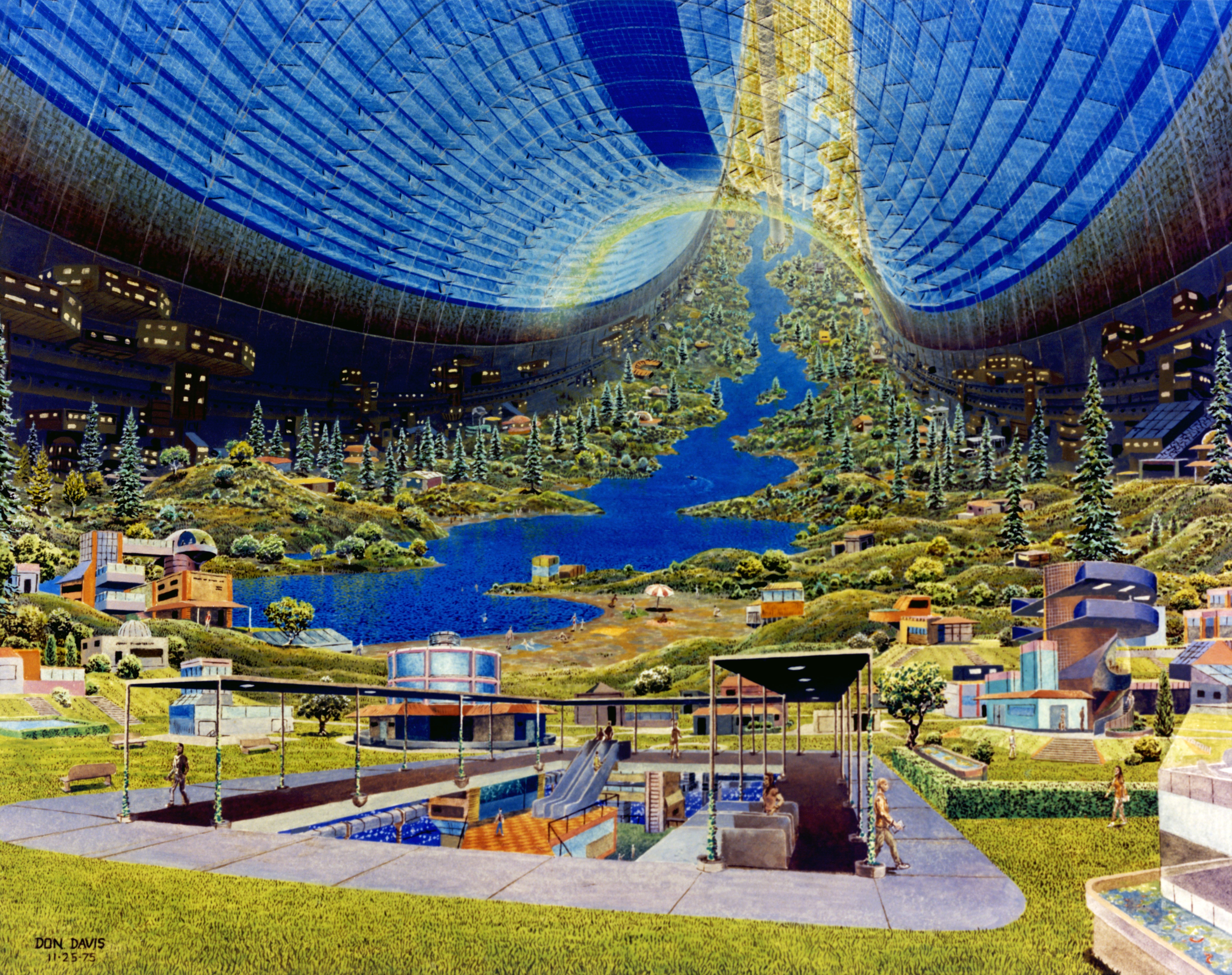
Vue d'artiste d'un habitat spatial dans une station de type « tore de Stanford »

La L5 Society est fondée en 1975 par Carolyn Meinel et Keith Henson pour promouvoir l'idée de colonies spatiales développée par le Dr Gerard K. O'Neill. Le nom de cette association fait référence au point de Lagrange L5 qui constitue un des points d'équilibre gravitationnel du système planétaire Terre - Lune. Le Dr O'Neill proposait de construire d'énormes habitats spatiaux en rotation  aux points L4 et L5 situés sur l'orbite lunaire de part et d'autre de la Lune. Un objet placé en L4 ou L5 y reste indéfiniment sans avoir à dépenser de carburant pour se maintenir en place.
Le principal titre de gloire de la société est d'avoir fait échouer la signature du Traité de la Lune par le sénat américain de 1980. La L5 Society s'opposait au traité car celui-ci était susceptible de restreindre les droits de propriété privée dans l'espace ce qui aurait constitué un frein à ses projets de colonisation.
En 1986 la L5 Society qui avait comporté jusqu'à 10000 membres fusionna avec la National Space Institute créée par l'ingénieur Wernher von Braun père des fusées V2 et Saturn V pour finalement devenir la National Space Society.

## Source
- (en) Cet article est partiellement ou en totalité issu de l’article de Wikipédia en anglais intitulé « L5 Society » (voir la liste des auteurs).